# Claude Bouchiat
Claude Bouchiat (* 16. Mai 1932; † 25. November 2021) war ein französischer Physiker.

## Leben
Bouchiat studierte 1953 bis 1955 an der École polytechnique (und war danach offiziell bis 1971 abkommandierter Armeeingenieur). 1957 bis 1959 war er am Palmer Laboratorium der Princeton University. 1960 promovierte er bei Louis Michel und war danach bis 1981 Maitre de Conferences an der Ecole Polytechnique und an der Universität von Paris in Orsay. 1971 bis 2003 war er Directeur de Recherche des CNRS (ab 2003 Ehren-Direktor) an der École normale supérieure (ENS). Mit Meyer gründete er eine Schule von theoretischen Elementarteilchenphysikern, die internationale Sommerschulen in Orsay und später an der ENS abhielt.
1961 berechnete er mit Louis Michel als erster den Einschleifenbeitrag von Hadronen zum anomalen magnetischen Moment des Myons. 1972 stellte er mit John Iliopoulos (der bei ihm 1968 promovierte) und Philippe Meyer (* 1925) als Bedingung für das Verschwinden der Anomalien (die Eichsymmetrie verletzende Dreiecks-Schleifendiagramme) in der Quantenfeldtheorie der elektroschwachen Wechselwirkung auf, dass die Summe der elektrischen Ladungen in einer Familie (von Quarks und Leptonen) verschwindet. Das ist aber nur der Fall, falls drei Farbladungen existieren, weshalb dieses Ergebnis eine frühe Stütze des Farbkonzepts war.
1974 schlug er mit seiner Frau Marie-Anne Bouchiat (* 1934) die Beobachtung der Paritätsverletzung in der elektroschwachen Wechselwirkung durch Experimente in der Atomphysik vor (verursacht durch Austausch von Z-Bosonen, neutralen Strömen), was dann von Steven Chu, Marie-Anne Bouchiat und anderen experimentell umgesetzt wurde. Mit Daniele Amati und Jean-Loup Gervais berechnete er auch Schleifendiagramme in den Vorläufern der Stringtheorie (den Dualen Theorien) in den 1970er Jahren. Mit Gary Gibbons untersuchte er 1988 das Phänomen topologischer (Berry-)Phasen in der Quantenmechanik eines Spin-1-Teilchens. Mit Marc Mézard untersuchte er die elastischen Eigenschaften von DNS-Molekülen.
Bouchiat war ab 1980 korrespondierendes Mitglied der französischen Akademie der Wissenschaften. 1983 erhielt er den Prix Ampère der französischen Akademie und 1989 den Prix des trois physiciens.
Seine Tochter Hélène Bouchiat ist auch eine bekannte Physikerin.

## Weblink
- Claude Bouchiat. Académie de Sciences (französisch).